# Codlea
Codlea (Duits: Zeiden; Hongaars: Feketehalom) is een stad (oraș) in het Roemeense district Brașov.
De stad telt 24.256 inwoners (2002). De stad werd voorheen vooral bewoond door Zevenburger Saksen. Vanaf de jaren 70 en vooral na 1990 hebben de meeste Saksen de stad verlaten. Tegenwoordig wonen er voornamelijk Roemenen.

## Geboren
- Fritz Klein (1888-1945),  Roemeens-Duits Nazi-arts

Steden met gemeentestatus: Brașov · Făgăraș · Codlea · Săcele

Steden zonder gemeentestatus: Ghimbav · Predeal · Râșnov · Rupea · Victoria · Zărnești